# Брайнингер, Иван Александрович
Иван Александрович Брайнингер (1930—1984) — проходчик шахты «Красная горнячка» треста «Копейскуголь» комбината «Челябинскуголь». Герой Социалистического Труда.

## Биография
Родился 27 апреля 1930 года в современной Саратовской области. Немец.
Осенью 1941 года вместе с родителями был выселен в Архангельскую область. Позднее отца мобилизовали в трудовую армию, и тот оказался в одной из зон города Копейск (Челябинская область). Спустя два года сюда же прибыла и его семья, в том числе сын Иван.
В 1946 году окончил школу фабрично-заводского обучения № 58 города Копейска (ныне — Копейский политехнический колледж) и пришел работать на шахту. Трудовую деятельность начала проходчиком на шахте «Красная горнячка». Несколько тысяч тонн угля добыл вручную, со временем освоил комбайн ПК-3. В 1960 году возглавил бригаду проходчиков, которая неоднократно побеждала в социалистическом соревновании. В августе 1965 году бригада установила рекорд Челябинского угольного бассейна, за месяц пройдя 1130 погонных метров горных выработок.
Указом Президиума Верховного Совета СССР от 29 июня 1966 года за выдающиеся заслуги в выполнении заданий семилетнего плана по развитию угольной и сланцевой промышленности и достижение высоких технико-экономических показателей в работе Брайнингеру Ивану Александровичу присвоено звание Героя Социалистического Труда с вручением ордена Ленина и золотой медали «Серп и Молот».
Работал на копейских шахтах до выхода на пенсию.
Жил в городе Копейск.
Скончался 8 октября 1984 года. Похоронен на кладбище города Копейск.